# Anschi-Arena
Die Anschi-Arena (russisch Анжи́-Аре́на), ehemals Chasaren-Stadion, ist ein Fußballstadion in der russischen Stadt Kaspijsk, Republik Dagestan. Sie war bis zur Auflösung des Fußballvereins Anschi Machatschkala im Jahr 2022 die Heimspielstätte des Clubs.

## Geschichte

### Bau als Chasaren-Stadion
Vor dem Bau des Chasaren-Stadions spielte Anschi Machatschkala seit seiner Gründung im Jahr 1991 im Dinamo-Stadion. Nach dem Aufstieg Anschis in die 1. Liga am Ende der Saison 1999 wurde die Aufmerksamkeit um den Verein größer, weshalb das knapp 15.000 Zuschauer fassende Dinamo-Stadion ausgelastet war. Daher entschloss sich die Vereinsführung, ein neues Stadion im etwa 18 km von Machatschkala entfernten Kaspijsk zu errichten. Der Bau begann im Jahr 2001. Schließlich wurde am 22. Juli 2003 das Chasaren Stadion mit einem Ligaspiel zwischen Anschi Machatschkala, das mittlerweile in die 2. Liga abgestiegen war, und FK Kuban Krasnodar eröffnet. Das Stadion bot damals 20.000 Zuschauern Platz. Aufgrund der geringen Zuschauerzahlen zog der Verein 2006 wieder ins Dinamo-Stadion um. Grund hierfür war auch die schlechte Erreichbarkeit des Stadions für Fans aus Machatschkala, die auf öffentliche Verkehrsmittel angewiesen waren.

### Umbau 2011–2013
Nachdem der Verein Anschi Machatschkala (ab 2010 wieder erstklassig) 2011 von Suleiman Kerimow aufgekauft worden war, wurde das Chasaren-Stadion bis 2013 modernisiert und auf 30.000 Zuschauer erweitert. Seither trägt es den Namen Anschi-Arena. Das erste Spiel nach dem Umbau fand am 17. März 2013 statt. Die Arena sollte allerdings nur eine Übergangslösung für eine neu zu bauende, größere Arena sein. Dieser Pläne wurden allerdings nicht umgesetzt. Kerimow fuhr seine Investitionen in den Verein, der zwischenzeitlich erneut abstieg, wieder zurück und verkaufte ihn 2016.

## Galerie

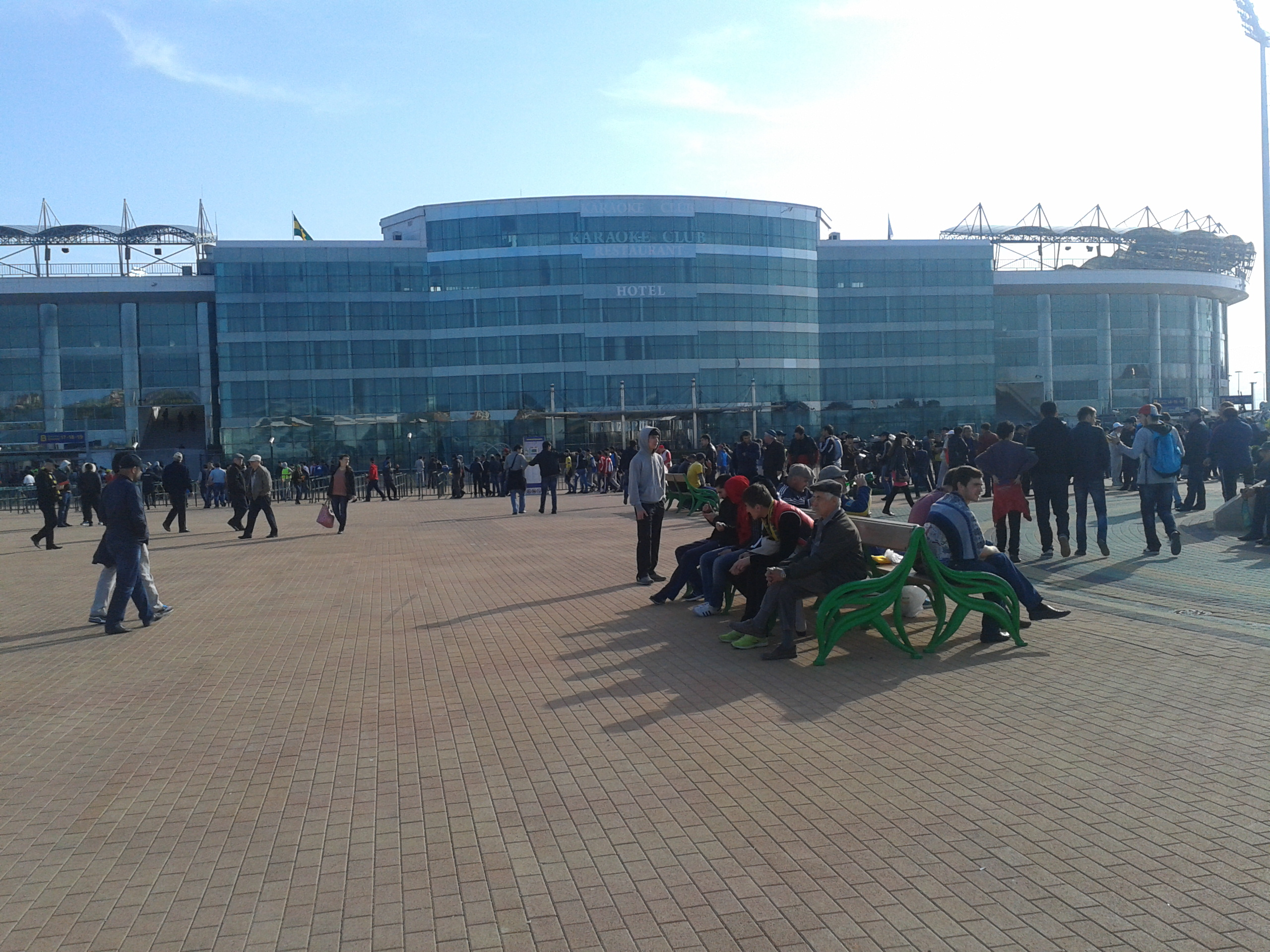
Außenansicht
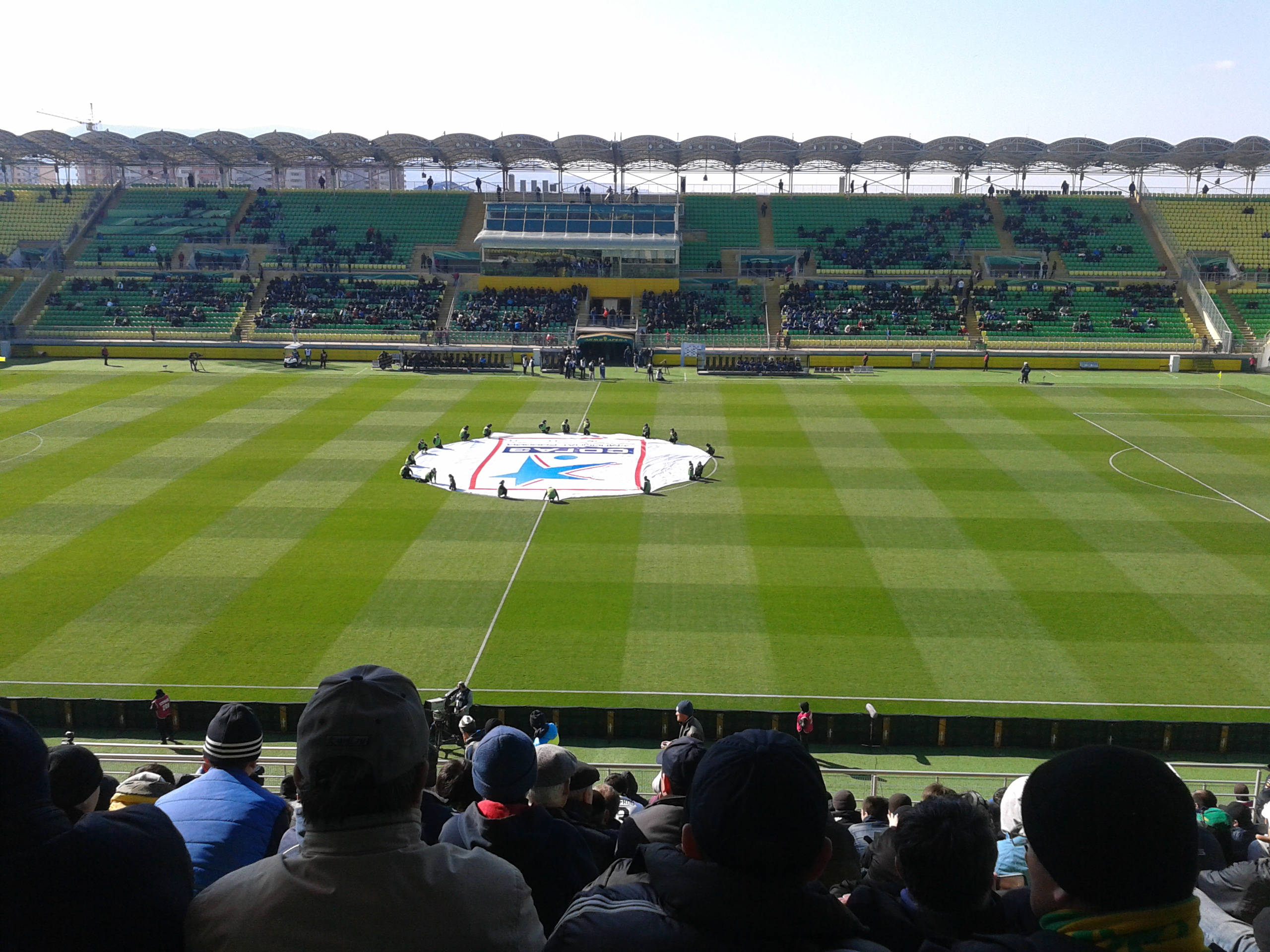
Der Stadioninnenraum